# Nhà nguyện Karol Scheibler

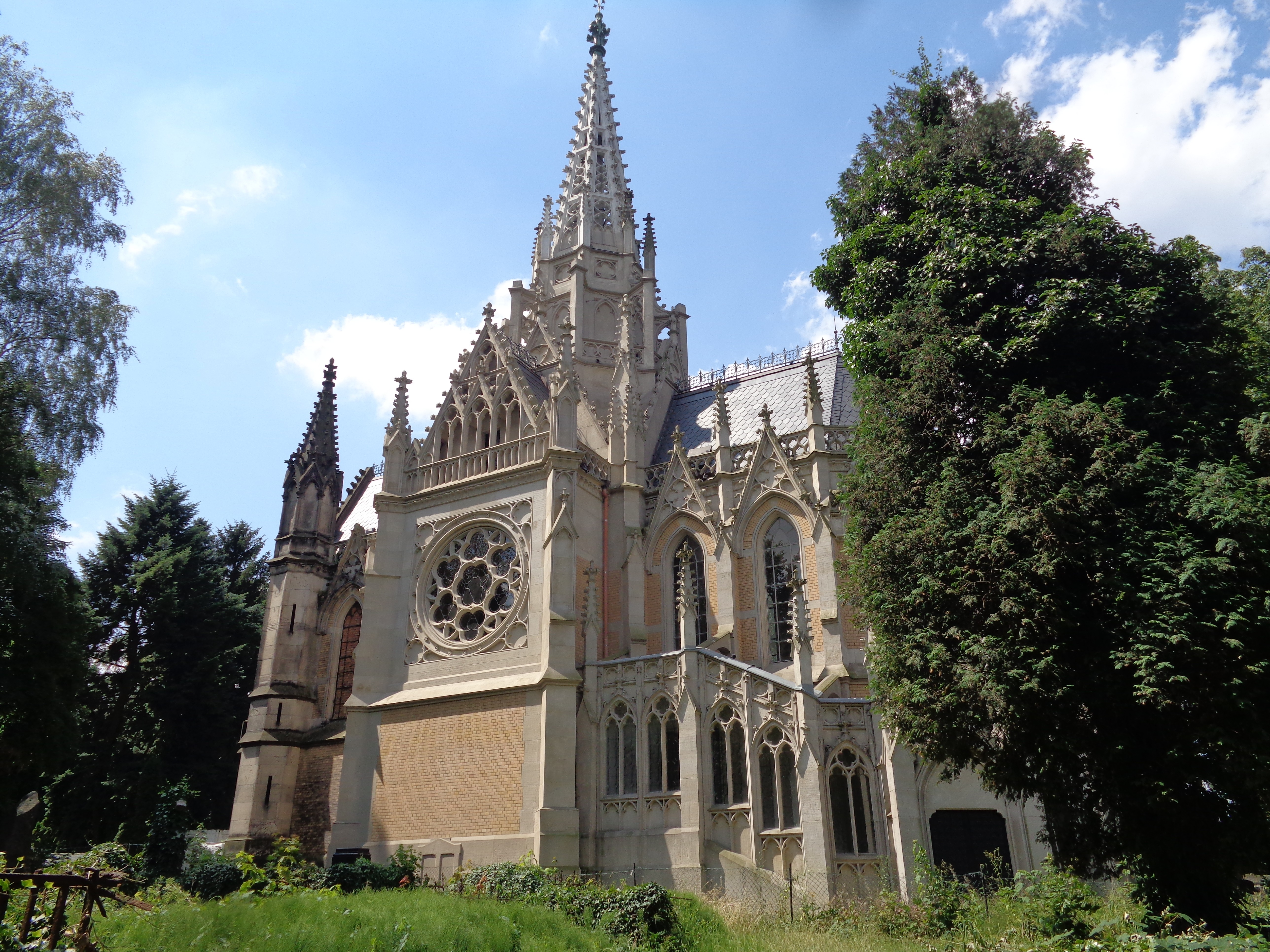
Nhà nguyện Karol Scheibler ở Łódź, Ba Lan (2018)

Nhà nguyện Karol Scheibler (tiếng Ba Lan: Kaplica Karola Scheiblera), là một công trình kiến trúc lớn ở thành phố Łódź, Ba Lan, được xây dựng vào năm 1888. Công trình này tọa lạc trong khuôn viên Evangelical-Augsburg của Nghĩa trang Cũ tại số 43 Phố Ogrodowa và được các kiến trúc sư Edward Lilpop cùng Józef Pius Dziekoński chịu trách nhiệm thiết kế.

## Lịch sử hình thành
Karol Scheibler (1820 - 1881) được biết đến là một ông trùm ngành công nghiệp, người có công nâng tầm danh tiếng thành phố Łódź trong ngành dệt may ở Châu Âu. Ông tạo ra một đế chế công nghiệp lớn tại Nhà máy tư nhân (Księży Młyn).
Sau khi ông qua đời, Anna đã dựng nhà nguyện giống như lăng để tưởng nhớ ông. Di tích này được xây dựng từ năm 1885 đến năm 1888 bởi các kiến trúc sư tài giỏi là Edward Lilpop và Józef Pius Dziekoński. Công trình được thánh hiến vào ngày 1 tháng 9 năm 1888 bởi Mục sư Wilhelm Piotr Angerstein với sự hiện diện bao gồm: gia đình Karol Scheibler và hàng trăm cư dân địa phương tại thành phố Łódź.